# Ruhbergia brevicorna
Ruhbergia brevicorna är en klomaskart som beskrevs av Reid 1996. Ruhbergia brevicorna ingår i släktet Ruhbergia och familjen Peripatopsidae. Inga underarter finns listade i Catalogue of Life.